# Can Plana (Osor)
Can Plana és una masia d'Osor (Selva) inclosa a l'Inventari del Patrimoni Arquitectònic de Catalunya.

## Descripció
És un edifici aïllat de dues plantes i coberta de doble vessant a façana situat en un vessant de la muntanya d'Osor que puja cap al Santuari del Coll. La casa, de planta rectangular està formada per una part original, diversos adossats posteriors i tres estructures properes, originalment magatzems agrícoles i estables de bestiar.
Les façanes són arrebossades, encara que bona part de l'arrebossat ja no existeix i es veu la pedra. Les cadenes cantoneres presenten un seguit de pedres escairades i de més grans dimensions que la maçoneria restant. La major part de les obertures són emmarcades de pedra i destaca el portal adovellat de mig punt. Les altres obertures, moltes d'elles amb llindes monolítiques i ampits motllurats, són de forma rectangular. Una llinda de finestra de la façana lateral de migdia porta gravada la data de 1765. En aquesta mateixa façana destaca una petita finestra quadrada formada per dos blocs de pedra calcària blanquinosa.
Els ràfecs són senzills, i comença la teulada directament. Prop del mas hi ha les restes d'un antic forn de calç, datat del segle xix i actualment sense sostre i mig enrunat (veure la fitxa corresponent al Forn de Can Plana, Osor). El teulat d'una de les parts adossades perpendicularment a la casa ha estat restarurat recentment.

## Història
Aquesta casa es pot datar del segle XVII-XVIII, encara que la seva forma actual es deu a la reforma de principis del segle xix (1806). Les notícies de Can Plana es remunten documentalment fins al segle xiv.
A la dovella clau del portal adovellat de mig punt de l'entrada de llevant, la principal, hi ha gravada la següent llegenda: Francisco Sarroset 1806. A més, en una pedra situada a sobre la dovella clau, altres lletres no desxifrades i una creu cristiana.